# Tokugava Iejasu
Tokugava Iejasu (徳川 家康; * 31. januar 1543 na gradu Okazaki; † 1. junij 1616 v Sumpu, danes Kanagava) je bil ustanovitelj šogunata Tokugava na Japonskem in velja poleg Oda Nobunage in Tojotomija Hidejošija kot tretji list deteljice združiteljev fevdalne Japonske.

## Ozadje
V obdobju Muromači je klan Macudaira nadzoroval del province Mikava (vzhodna polovica sodobne prefekture Aiči). Iejasujev oče, Macudaira Hirotada, je bil manjši lokalni vojskovodja s sedežem v gradu Okazaki, ki je nadzoroval del poti Tokaido, ki je povezovala Kjoto z vzhodnimi provincami. Njegovo ozemlje je bilo stisnjeno med močnejše in plenilske sosede, vključno s klanom Imagava s sedežem v provinci Suruga na vzhodu in klanom Oda na zahodu. Hirotadov glavni sovražnik je bil Oda Nobuhide, oče Ode Nobunage.

## Otroštvo kot talec
Tokugava Iejasu se je rodil v gradu Okazaki 26. dan dvanajstega meseca enajstega leta Tenbuna po japonskem koledarju. S prvotnim imenom Macudaira Takečijo (松平 竹千代) je bil sin Macudaire Hirotadeja (松平 廣忠), daimjoja Mikave iz klana Macudaira, in Odai no Kata (於大の方, gospa Odai), hčerke sosednji samurajskega gospodarja, Mizuno Tadamasa (水野 忠政). Njegova mati in oče sta bila polbrata in sestra. Ko se je Takečijo rodil, sta bila stara 17 oziroma 15 let.
V letu Takečijevega rojstva je bil klan Macudaira razdeljen. Leta 1543 je Hirotadov stric Macudaira Nobutaka prebegnil k klanu Oda. To je Odi Nobuhideju dalo samozavest, da je napadel Okazakija. Kmalu zatem je Hirotadin tast umrl, njegov dedič Mizuno Nobumoto pa je obudil tradicionalno sovraštvo klana proti Macudairi in se zavzel tudi za Oda Nobuhideja. Posledično se je Hirotada ločil od Odai-no-kata in jo poslal nazaj k njeni družini. Hirotada se je kasneje ponovno poročil z različnimi ženami in Takečijo je na koncu imel 11 polbratov in sester.
Iejasu odraščal kot Macudaira Takečijo, v času, ki ga danes zgodovina Japonske pozna kot »Sengoku - obdobje sprtih držav«, glej tudi daimjo Sengoku. Osrednje avtoritete, kot sta teno ali šogun (vojaški vladar), so obstajale samo po imenu, marsikje so se krajevni poglavarji (daimjo) v neprestanih majhnih vojnah bojevali za oblast. Domovina Iejasuja, rodovitno okrožje Mikava (zdaj del prefekture Aiči v osrednji Japonski) je sicer že več rodov pripadala njegovi družini, klanu Macudaira, vendar sta nanj vse bolj pritiskala klan Oda na zahodu in klan Imagava na vzhodu. Oba tekmeca sta stremela po tem, da klan Macudaira ali vojaško strmoglavita ali pa si ga kot vazala pridobita.
Mladost Iejasuja je zrcalo razmer v tistem grobem času. Leta 1548 je star pet let eno leto preživel kot vojni talec v rokah družine Oda, ki ga je 1549 predala klanu Imagava v zameno za druge talce. Njegov dom je prihajal vsem bolj pod vpliv hiše Imagava, ki ga je skušala pritegniti kot vazala. Vidno znamenje je bil pridevek moto, ki ga je nosil tudi Jošimoto, vodja hiše Imagava. Ime mu je tako bilo Macudaira Motojasu (松 平 元 康).

## Pakt z Odo Nobunagom
Star 13 let se je Motojasu leta 1556 vrnil domov in po zgodnji smrti svojega očeta Macudaire Hirotada (松 平 広 忠) prevzel oblast nad rodbino. V imenu klana Imagava je izbojeval prvi uspešen boj s klanom Oda Nobunaga. Leta 1560 je sodeloval pri poizkusu klana Imagava, zavzeti Kjoto. Ta drzni poskus ni uspel, vodjo klana Imagava Jošimoto pa je stal življenja. Motojasu je izkoristil nastalo brezvladja, osvobodil se je vpliva Imagava, na skrivaj preskočil na nasprotno stran in začel podpirati oboroženo širjenje klana Ode Nobunage.
Tajnost je bila nujna, saj je bila večina članov družine Macudaira, med drugim tudi njegova žena in sin, kot talci v rokah Jošimotovega sina (Imagava Ujizane). Leta 1561 je s svojimi možmi zavzel grad Kamino, last klana Imagava, kar je za Odo Nobunago bil znak, da ni več zvest nasprotni strani. Motojasu je ubil poveljnika trdnjave in nato njegovo ženo in dva sinova zamenjal za člane svoje družine, ki jih je Imagava držal kot talce. 
1566 si je dal svoj povečani prestiž potrditi na cesarskem dvoru v Kjotu. Kot znak za njegovo (zgodovinsko nepreverljivo) potomstvo iz prestižne redbine Minamoto je uspel spremeniti svoje ime. Odtlej se je imenoval Tokugava Iejasu - kar je lahko znak za to, da je hotel pomesti s preteklostjo in starimi zvezami svojega klana.
Ko mu je leta 1570 uspelo osvojiti posesti Imagave, se je soočil še z enim krajevnim vladarjem, Takedo Šingenom, ki je tiste čase prav tako uspešno razširil svoje posesti. Njun prvi oboroženi spopad (1572) je bil eden njegovih redkih resnih porazov Iejasuja, ki si je iz bitke rešil samo golo kožo. Ko pa je Šingen 1573 nenadno umrl (1573), je lahko Iejasu s pomočjo Nobunage uspešno nadvladal klan Takeda. Očitno pa zavezništvo Oda-Tokugava ni bilo čisto brez senčnih strani. Leta 1579 so se pojavili sumi, da Cukijama, glavna žena Iesuja in njegov najstarejši sin in dedič Nobujasu (1559-1579) kujeta zaroto s klanom Takeda. Iejasu je dal svojo ženo usmrtiti, sina pa prisilil, da je naredil samomor.

## Iejasu in Hidejoši
1582 je Akeči Micuhide, eden od vazalov, umoril Odo Nobunago. Eden od drugih poveljnikov Nobunage, Tojotomi Hidejoši je maščeval njegovo smrt in si s tem prisvojil njegovo ozemeljsko in vojaško dediščino. Medtem je Iejasu krepil svoj vpliv na ozemljih Imagave in Takede. 1584 sta se Hidejoši in Iejasu spopadla, prevladal slednji. Iejasuju je zmaga pomagala, da se izmaknil neposrednemu vplivu klana Hidejoši in si sčasoma pridobil položaj enakovrednega zaveznika. 1590 sta vojski Tokugave in Tojotomija skupaj odkorakali na vzhod in po šestih mesecih obleganja zavzeli grad Odavara vplivnega klana Hojo. S tem sta si zagotovila odločilen vpliv na regijo Kanto, tradicionalno osrčje vzhodnih provinc Japonske. Hidejoši je zavezniku ponudil, da v celoti prevzame ozemlje klana Hojo v Kantu, v zameno pa naj bi mu Iejasu prepustil svoje dotedanje posesti. Ozemeljsko bi Iejasuja ta posel pomenil dobiček, na tihem pa je Hidejoši svojega tekmeca želel držati kolikor mogoče daleč od Kjota, političnega in kulturnega središča države. Iejasu je to spletko spregledal, vendar se je z dogovorom strinjal, da bi se vojaškemu sporu s Hidejošijem izognil.
Za svojo prestolnico si je Iejasu izbral Edo, nepomembno ribiško vasico. Kraj se je sčasoma razvil v uspešno glavno mesto; konec leta 1868 je v Tokio, to je vzhodno prestolnico.

## Ustanovitev šogunata Tokugava
Ko je Hidejoši leta 1598 umrl, je Iejasu skupaj s štirimi drugimi podaniki štel v krog petih starešin, ki jim je Hidejoši zaupal skrb za svojega mladoletnega naslednika. Iejasu pa odgovornosti ni vzel resno, temveč je - najprej na skrivaj, nato pa vse bolj odprto - ravnal v svojo osebno korist, tako kot je ravnal Hidejoši, ko je šlo za dediče Nobunage. Leta 1600 so se tako Hidejošijevi privrženci razdelili v zahodni tabor, ki ga je vodil Išida Micunari, in v vzhodni tabor, ki ga je vodil Iejasu. Iejasu je odločilno bitko pri Sekigahari, dotlej največjem spopadu na Japonskem, odločil zase. Postal je tako nesporen vojaški vladar Japonske. Letnica zaznamuje po splošnem mnenju začetek obdobja Edo, ki ga je politično obvladoval klan Tokugava.
Leta 1603 je postal šogun, s čimer je Iejasu zapečatil svoj vodilni položaj. Namesto leta 1600 zato nekateri jemljejo leto 1603 kot začetek obdobja Edo. Drugače kot Oda Nobunaga in Tojotomi Hidejoši je bil Iejasu dovolj daljnoviden, da je zagotovil položaj za svoje potomce. Leta 1605 je zato predal naziv šoguna svojemu sinu Hidetadi, vendar je iz ozadja dalje trdno držal politične niti države v svojih rokah. Od tedaj je s svojo politiko meril na krepitev obstoječih razmerij moči in odstranjevanje možnih virov spora. Med njih je spadal krščanski misijon, ki tako kot evropski trgovci, ni imel kakšnega posebnega vpliva, pa tudi potomci Hidejošija, ki so živeli v Osaki. 
Obeh problemov se je Iejasu v visoki starosti nad 70 let lotil strogo in brez usmiljenja.
Še leta 1613 je poslal na pot diplomatsko misijo, ki jo je vodil Hasekura Cunenaga, ki je obiskala Mehiko in papeža v Rimu. Istega leta je popolnoma prepovedal krščansko misijonarjenje (Bateren cuihōrei) in izselil, kasneje tudi usmrtil, vse krščanske daimjoje. Leta 1614 je Iejasu našel šibek izgovor za ukrepe proti dedičem Hidejošija. Leta 1615 so čete šogunata prešle v odločilni napad na grad Osaka. Po njegovem padcu sta se Hidejoši in njegova mati odločila za samomor. Njegov sin Kunimacu je bil usmrčen, čeprav je bil potomec Iejasujeve vnukinje in tako po krvi član klana Tokugava.

## Posmrtni vpliv
Leto kasneje, 1. junija leta 1616, je Iejasu umrl naravne smrti v gradu Sumpu, to je v trdnjavi klana Imagava, kjer je kot talec preživel svoje otroštvo. Kot vse ostalo je kot se zdi dobro pripravil tudi svojo smrt. Kot sta mu svetovala njegova verska svetovalca, si je dal prikrojiti obred, po katerem kot božanstvo Tošo Daigongen (東 照 大 権 現) dalje bedi nad usodo svoje družine in države. Njegov vnuk  Jemicu, tretji Tokugava, je razkošno razširil kult Iejasuja in njegov mavzolej. Zgrajeno je mogoče še danes občudovati v svetišču Tošo-gu v mestu Niko, kjer sta (vsak v svojem svetišču) pokopana Iejasu in njegov vnuk. Na Japonskem so mu posvečena številna svetišča (t. i. Tošo-gu). Poleg teh svetišč je Iejasu kot kami predmet čaščenja tudi v drugih šintoističnih svetiščih, kot je Iga Hačiman-gu v Okazaki in drugih manjših svetiščih, kot so svetišče Čičibu, prefektura Saitama, Tri gore Deva v Hie taiša, svetišče Mitake, prefektura Jamanaši in tempelj Micumine v prefekturi Saitama.
Šogunat, ki ga je ustanovil Iejasu Tokugava, je preživel do srede 19. stoletja. Kljub temu ali morda prav zaradi stroge izolacionalistične politike (鎖 国 政策, sakoku Seisaku, dobesedno: politični ukrep za izolacijo državo) rodbine Tokugava navzven in zaradi policiji podobnega nadzora prebivalstva so ti časi pomenili dolgo obdobje notranje stabilnosti in kulturne blaginje.

## Iejasu v popularni kulturi
- Zgodba o vzponu Iejasuja je ena izmed najbolj znanih in priljubljenih v japonski zgodovini.
- Srečamo ga v romanu  Šogun: avtor James Clavell je za opis glavne osebe, šoguna Toranaga, imel vzor je Iejasuju. Anglež William Adams (japonsko ime Miura Andžin), ki ga je Iejasu dvignil med samuraje, je v romanu ovekovečen kot John Blackthorne.
- Epski boj Iejasuja s Takedo je predmet filma Bojevnikova senca, ki ga je posnel Akira Kurosawa .
- Priljubljena japonska pesem:

»Kaj storiti, če ptica noče peti?«
 Nobunaga odgovori: »Ubij jo!« 
 Hidejoši odgovori »Prebudi v njej željo, da zapoje.«
 Iejasu odgovori: »Počakaj.«
- Priljubljena je tudi šala o treh ustanoviteljih države, ko se dobijo na pripravo pecivo iz riža moči: Nobunaga zbrca riž v kašo, Hidejoši ga obrne, Iejasu pa poje.

- V templju Tošo-gu je nad vrati pred njegovim grobom skulptura mačke, ki (navidez?) spi. Pravijo, da je kipar Hidari Jingoro s tem skušal namigniti na njegov lokavi značaj.